# Cankarjeva literarna pot
Cankarjeva literarna pot je pohodniška pešpot, razdeljena na tri dele. Vodi mimo obeležij, povezanih s Cankarjevo družino, z njegovimi književnimi deli, ter mimo drugih spomenikov in poimenovanj. Zavod Ivana Cankarja vodenja po obeležjih organizira za najavljene skupine, pot je dolga 4 km, povprečen pohodnik pa jo prehodi v dveh urah. Pot se prične pri pisateljevem spomeniku na Cankarjevem trgu in konča v Močilniku, izviru Male Ljubljanice.

## Točke na poti
Obeležja, vezana na Cankarjevo družino
- Na Klancu št. 1, Cankarjeva rojstna hiša, muzej
- Cankarjev trg št. 6, hotel »Mantova«, nekdaj gostilna »Mantova«
- Cankarjev trg št. 7, Trgovina »Na križišču«, nekdaj »Pri Malavašiču«
- Stara cesta št. 11, Majerjeva hiša, nekdaj pri Tirolcu
- Stara cesta št. 13, Pekarna, Lenarčičeva hiša
- Pot k trojici št. 2, Pri Brenčiču, nekdaj »Mali klanec«
- Vas št. 8, Rogljeva hiša, »Pri Tičku«
- Pri Lipi št. 2, Očetova trgovina
- Voljčeva cesta št. 17,  »Pri Mikšu«
- Voljčeva cesta št. 25, »Pri Andrejazu«
- Cankarjev laz

Obeležja, vezana na Cankarjeva dela
- Sv. Trojica, cerkev
- Stara cesta št. 1
- Enajsta šola, pri mostu čez Ljubljanico ("Enajsta šola, Bog s teboj! Milo se mi stori, kadar se spomnim nate, zibel življenja in spoznanja." – Ivan Cankar, Moje življenje)
- Drča, pot k spomeniku
- Močilnik, izvir Male Ljubljanice
- Sv. Anton, kapela nad gostiščem v Močilniku

Drugi spomeniki in poimenovanja
- Cankarjev spomenik, delo kiparja Ivana Jurkoviča iz leta 1930
- Grob Cankarjeve družine
- Cerkev Sv. Lenarta
- Cerkev spreobrnitve Sv. Pavla
- Cankarjeva knjižnica
- Cankarjev dom na Vrhniki
- OŠ Ivana Cankarja
- Cankarjevo nabrežje
- Cankarjev trg

## Razlaga poti
Na Klancu št. 1 je nekoč stala Cankarjeva rojstna hiša, ki je leta 1879 pogorela. Na istem mestu zdaj stoji nova hiša, preurejena v muzej. Na Cankarjev trg št. 6, kjer zdaj stoji hotel Mantova, so se Cankarjevi preselili leta 1879, ko jim je pogorela hiša. Leta 1880 so se preselili v Jelovškovo hišo, leta 1881 pa v Kotnikov hlev, ki je bil del Malavašičeve trgovine. Na Stari cesti št. 11 so živeli od leta 1886 do 1890. Po očetovem odhodu v Srem so se preselili k Cankarjevi babici Mariji Pivk v Lenarčičevo hišo in v njej so ostali do leta 1894. V letih 1884 in 1885 so stanovali »Pri Brenčiču« na Malem klancu, v tej hiši je umrl njegov stari oče. Na Vasi št. 8, »Pri Tičku«, je bilo zadnje skupno stanovanje Cankarjevih, kamor so se priselili leta 1896. Tu sta v dveh zaporednih dneh umrli Cankarjeva stara mati in mati. Pri Lipi št. 2 je imel Cankarjev oče v letih 1877 in 1878 trgovino z manufakturo. Od leta 1894 do začetka leta 1896 je Cankar živel na Voljčevi cesti št. 17, kjer ga je obiskal prijatelj, pesnik Dragotin Kette, ko je peš potoval k sorodnikom. Manj kot eno leto so živeli Pri »Andrejazu« na Voljčevi cesti št. 25. Cankarjev laz je bila zemlja, ki jo je imela družina v lasti do leta 1886, leži severozahodno od cerkve Sv. Trojice na Košacih. Ob poti stoji klop z napisom: Cankarjev laz, 1886.
Na cerkvi svete Trojice, Stari cesti št. 1, Enajsti šoli, pri mostu čez Ljubljanico, Drči, Močilniku ter na kapeli Sv. Antona so table, na katerih so napisani odlomki iz posameznih Cankarjevih del, vezanih na te kraje.